# New York City Serenade
New York City Serenade è un film del 2007 diretto da Frank Whaley.

## Trama
Owen è un aspirante regista che è stato candidato per un premio per uno dei suoi cortometraggi in cui compare il suo amico Ray. Owen lavora nello sviluppo di foto nell'industria cinematografica. Ray ha un lavoro d'ufficio (questa settimana) ma suona ancora la batteria in una band rock, e ha una giovane figlia, Francie, oltre a un problema di alcolismo. Owen è fidanzato con Lynn.
Owen e Lynn vanno a vedere un film, dove incontrano il professore di letteratura francese di Lynn, Noam. Poi assistono alla fine di uno degli spettacoli della band di Ray. Owen vuole continuare l'appuntamento con Lynn dopo, ma Ray convince Owen chiedendogli aiuto per spostare la sua batteria. Ray e Owen finiscono alla festa di Bertrand dove Owen e Rachel finiscono a letto.
Owen, Ray e due dei loro amici sono chiamati a fare da portatori di bara quando il padre del loro amico Matt muore nel New Jersey. Mentre Owen è fuori città, Lynn e Rachel si incontrano, e Lynn scopre la verità su cosa hanno fatto Owen e Rachel. Lynn vuole lasciare Owen.
Owen porta Ray al festival del film dove spera di vincere un premio per il suo cortometraggio. Quando arrivano, il loro autista Les dovrebbe portarli al motel dell'aeroporto, ma Ray ha visto Wallace Shawn e ha scoperto che stava al Four Seasons. Ray e Owen vanno al Four Seasons e Ray sente che il figlio di Shawn arriverà in ritardo, così Ray si finge il figlio di Shawn, e si prende una bella stanza per sé e Owen. Al festival, Owen non vince nulla. Dopo essere tornati in hotel, il loro stratagemma è stato scoperto e vengono cacciati. Owen chiama ripetutamente Lynn cercando di riconciliarsi con lei, ma lei non risponde mai e i due non vengono mai più mostrati insieme. Nell'ultima scena di Lynn, si sta preparando per uscire con Noam.
Alla fine del film, è passato del tempo, Ray ha rimesso in ordine la sua vita, ha un buon lavoro e ha un buon rapporto con sua figlia. Owen ha prodotto uno spot televisivo di successo. 